# 無棱衛蜈蚣
無棱衛蜈蚣（学名：Rhysida immarginata），又名無緣衛蜈蚣，为蜈蚣科衛蜈蚣屬下的一个种。